# Catherine Tharp Altvater
Catherine Tharp Altvater (1907–1984) fue una pintora al óleo y acuarelista estadounidense. Sus pinturas en acuarela cuelgan en el el Museo de Arte Moderno y muchos otros museos. Fue la primera mujer en poseer una oficina en la Sociedad de Acuarela americana.

## Biografía
Nació en Little Rock, Arkansas, en 1907. Se casó con Wellington Scott y al enviudar, con Fredrick Lang Altvater.  Vivió en el Hudson River Valley, Nueva York; y en Long Island, Nueva York la mayoría de su vida profesional. 

Altvater pintó tanto con acuarela como óleo. Y, de 1947 a 1967, ganó más de cincuenta premios, incluyendo el Primer premio en Acuarelas en el Club de Artes Nacional en Nueva York, 1969. Era muy conocida por sus coloridas pinturas de flores (Lirios Blancos en la Lluvia, Himno al Sol), paisajes (Dorada Alborada), y escenas arquitectónicas. Su obra se exhibió en el Museo Metropolitano de Arte, Academia Nacional de Bellas Artes, Club de Artes Nacionales, Audubon Artistas Real Sociedad de Acuarela (Londres), Parrish Museo (Nueva York), Museo de la Ciudad del México de Arte. Sus pinturas estuvieron incluidas en exposiciones ambulantes de la Sociedad de Acuarela americana.

Fundó la Sociedad de Acuarelistas de Sudeste del Medio, en Little Rock en 1970, con los artistas Doris Williamson Mapes, Bruce R. Anderson, Josephine Graham, y Edwin C. Brewer. Vivió en Scott, Arkansas en Lonoke Condado por diez años.
Se retiró a New Smyrna Beach, Florida, falleciendo allí en 1984.